# Nature

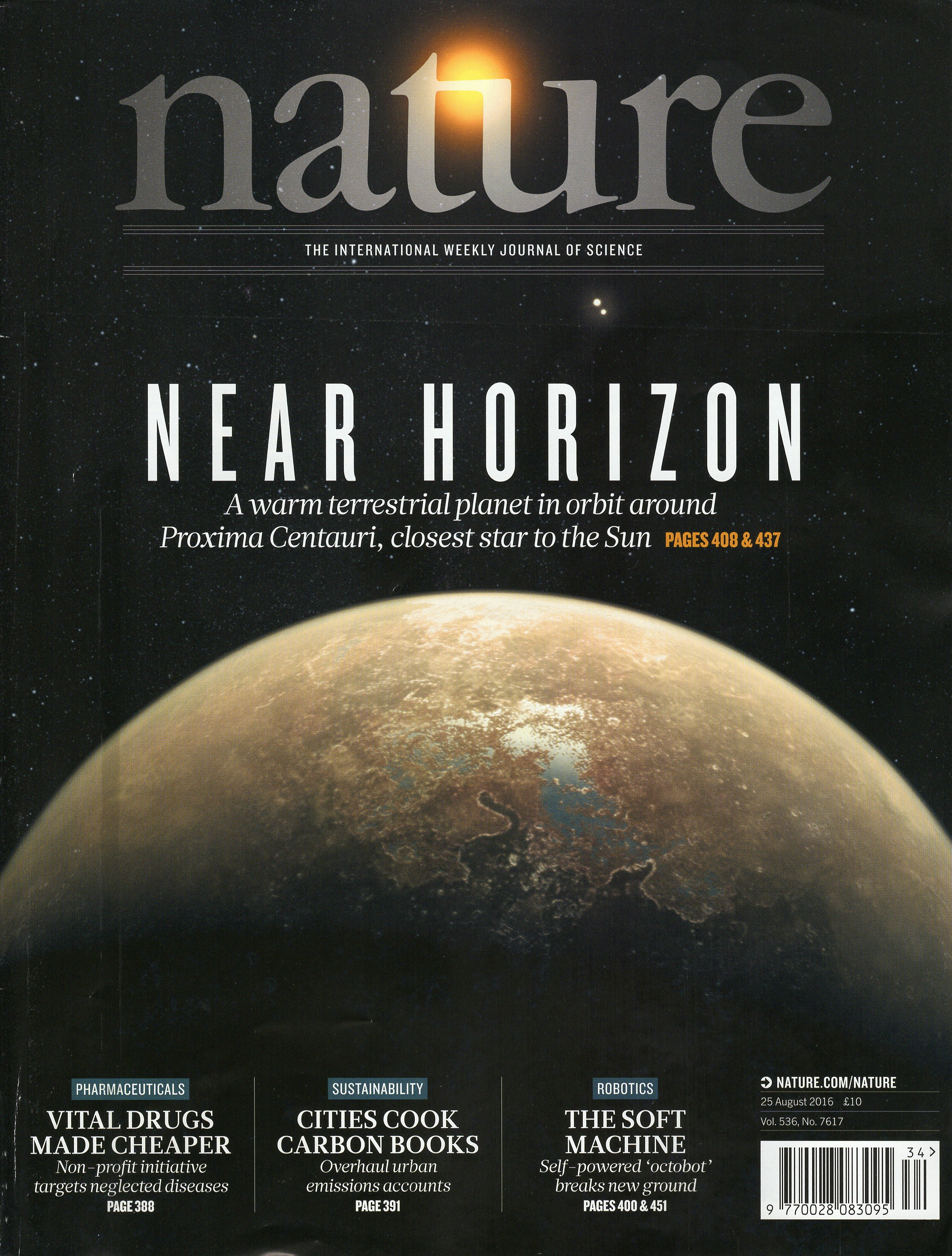

Nature («Нейче», з англ. — «Природа») — найпрестижніший рецензований науковий журнал світу. У 2009 році увійшов до Списку 100 найвпливовіших журналів з біології і медицини за останні 100 років під № 1 і був названий Журналом Сторіччя.
Друкується щотижня у Сполученому королівстві, починаючи з 1869 року. Nature друкує статті з усіх наукових дисциплін та областей досліджень. Видавництво — Nature Portfolio.

## Вплив
Публікації в таких журналах, як Nature, Science або Cell, вкрай престижні, через те що статті надруковані в цих віданнях частіше цитуються, а автор отримує широку популярність і за межами своєї галузі науки. Так, імпакт-фактор Nature в 2009 році дорівнював 34,48, тобто кожна стаття за два роки, що пройшли після публікації, в середньому цитується більше 34-х разів.
Критерії відбору статей в Nature (як і в Science) надзвичайно жорсткі. Велика кількість статей відсіваються ще до стадії рецензування, оскільки результати досліджень, описані у пропонованій до публікації в Nature статті, повинні представляти вельми істотний прогрес в тій чи іншій галузі науки.

## Визначні статті
Саме в Nature були опубліковані статті:
- Про відкриття рентгенівських променів (WC Röntgen. On a new kind of rays. / / Nature. — 1896. — Т. 53. — № 1369. — С. 274—276.)
- Про експериментальне виявлення хвильової природи електрона (C. Davisson and LH Germer. The scattering of electrons by a single crystal of nickel. Nature, 119 (1927) 558—560).
- Про відкриття нейтрона (J. Chadwick. Possible existence of a neutron. Nature, 129 (1932) 312).
- Про відкриття ділення атомного ядра (L. Meitner, OR Frisch. Disintegration of uranium by neutrons: a new type of nuclear reaction. Nature, 143 (1939) 239—240).
- Про відкриття спіральної структури ДНК (JD Watson and FHC Crick. Molecular structure of Nucleic Acids: A structure for deoxyribose nucleic acid. Nature, 171 (1953) 737—738).
- Про виявлення озонової діри над Антарктикою (JC Farman, BG Gardiner and JD Shanklin. Large losses of total ozone in Antarctica reveal seasonal ClOx / NOx interaction. Nature, 315 (1985) 207—210).
- Про перше клонування ссавця (вівця Доллі) (I. Wilmut, AE Schnieke, J. McWhir, AJ Kind and KHSCampbell. Viable offspring derived from fetal and adult mammalian cells. Nature, 385 (1997) 810—813).
- Про розшифрування людського генома (International Human Genome Sequencing Consortium. Initial sequencing and analysis of the human genome // Nature. — 2001. — Т. 409. — № 6822. — С. 860—921.).